# Andrena virgata
Andrena virgata är en biart som beskrevs av Warncke 1975. Andrena virgata ingår i släktet sandbin, och familjen grävbin. Inga underarter finns listade i Catalogue of Life.